# 莲沼蕃
莲沼蕃（日语：蓮沼 蕃、はすぬま しげる，1883年3月26日—1954年2月20日），日本陆军军官，最终军衔陆军大将。勋等勋一等功二级。
莲沼蕃作为骑兵军官，历任骑兵第9连队长、骑兵集团长、骑兵监，还是日本历史上最后一任侍从武官长。此外，莲沼蕃在陆军大学校担任教官时，曾教授过栗林忠道（当时为陆军骑兵中尉），与之关系亲密。

## 生平
莲沼蕃1883年（明治16年）生于石川县，是原加贺藩藩士宫崎干的长子，后被莲沼盘雄收养。毕业于成城学校后，于1903年（明治36年）11月30日，毕业于陆军士官学校第15期。与莲沼蕃同期毕业的有竹田宫恒久王、梅津美治郎、多田骏、河本大作、乃木保典等人。日俄战争期间，莲沼蕃作为骑兵第10连队附参加了战争。担任第10师团副官后，于1911年（明治44年）11月毕业于陆军大学校第23期。同期生包括梅津美治郎、永田铁山和前田利为等人。
莲沼蕃后历任参谋本部部员、自费留学德国、英国驻在武官、陆军骑兵实施学校教官等职。日本出兵干涉俄国内战期间，担任浦盐派遣军参谋。之后，历任陆大兵学教官、骑兵第9连队长等职，当时还是陆军骑兵大佐的莲沼蕃被任命为东宫武官兼侍从武官。
1931年（昭和6年）8月，任陆军少将，后又历任陆军骑兵学校教育部长、骑兵第2旅团长、骑兵集团长等职。1935年（昭和10年）8月，任陆军中将。后担任骑兵监、第9师团长、中部防卫司令官、驻蒙兵团司令官、驻蒙军司令官等职，1939年（昭和14年）8月31日，担任侍从武官长，这也是日本历史上最后一任侍从武官长。1940年（昭和15年）12月任陆军大将。在太平洋战争期间，莲沼蕃一直担任侍从武官长一职。1945年（昭和20年）11月，被编入预备役。

## 荣誉
位阶
- 1904年（明治37年） 5月17日-正八位[1]
- 1905年（明治38年） 8月18日-从七位[2]
- 1910年（明治43年） 9月30日-正七位[3]
- 1915年（大正4年）10月30日 -从六位[4]
- 1920年（大正9年） 11月30日-正六位[5]
- 1930年（昭和5年）10月15日-正五位
- 1935年（昭和10年）9月2日- 从四位[6]
- 1937年（昭和12年）9月15日-正四位
- 1940年（昭和15年）10月1日-从三位
- 1943年（昭和18年）10月15日-正三位

勋章
- 1940年（昭和15年） 8月15日- 纪元2600年祝典纪念章[7]

## 家族
- 妻：莲沼田鹤 - 陆军少佐高松彻好之女
- 长子：莲沼宏 -东京大学应用物理学教授
- 三子：莲沼健 - 陆军少佐
- 婿：河合重雄 - 陆军中佐

## 饰演莲沼蕃的演员
- 北龙二（日语：北竜二） - 《日本最长的一天》（冈本喜八导演，东宝， 1967年）
- 姉川新之輔（日语：姉川新之輔） - 《日本最长的一天》（原田真人导演，松竹， 2015年）